# Quizás, quizás, quizás
«Quizás, Quizás, Quizás» (в англ. версии «Perhaps, Perhaps, Perhaps») — песня кубинского композитора Освальдо Фарреса, написанная им в 1947 году. В США стала знаменитой благодаря исполнению певца Нэта Кинга Коула.

В 1988 году вышла диско-версия песни в исполнении испанской группы Olé Olé. Солистка — Марта Санчес. Песня издана на пластинке «Cuatro Hombres Para Eva».